# Las cintas de rosa peral
Las cintas de Rosa Peral es un documental de Netflix estrenado en 2023 que complementa la miniserie El cuerpo en llamas. Este documental está dirigido por Manuel Pérez, Carles Vidal Novellas y Carlos Agulló, centrándose en la figura de Rosa Peral, condenada por el asesinato de su pareja, Pedro Rodríguez en 2017. Este documental no es una obra de ficción, por lo que no presenta actores
La producción incluye entrevistas con personas cercanas al caso, abogados, fiscales y periodistas, además de videollamadas desde prisión en las que Rosa Peral defiende su versión de los hechos. El caso conmocionó a España debido a la relación entre los involucrados: Rosa Peral y Albert López.

## Trama
La trama se centra en el asesinato de Pedro Rodríguez, agente de la Guardia Urbana de Barcelona, cuyo cuerpo fue encontrado calcinado dentro de un coche en 2017 cerca del pantano de Foix. Su pareja, Rosa Peral, y su ex amante, Albert López, también agentes de la Guardia Urbana, fueron acusados del crimen.
Además la trama incluía elementos de un triángulo amoroso, conflictos laborales y personales, y una serie de mentiras y acusaciones mutuas entre los principales implicados.

## Sinopsis
El documental combina materiales inéditos, como videollamadas realizadas por Rosa Peral desde la prisión, testimonios de familiares, abogados, fiscales y periodistas, para ofrecer un análisis detallado del caso. Rosa Peral, fue condenada a 25 años de prisión por el asesinato y utiliza estas grabaciones para defender su versión de los hechos, alegando ser víctima de manipulaciones, prejuicios y un juicio moralista basado en su vida personal.
También se examina cómo los medios de comunicación moldearon la percepción pública del caso, enfocándose en estereotipos de género y en el morbo generado por las relaciones personales entre los involucrados. 

## Conexión conEl cuerpo en llamas
El documental complementa la serie de ficción de Netflix El cuerpo en llamas, protagonizada por Úrsula Corberó en el papel de Rosa Peral, Quim Gutiérrez como Albert López, José Manuel Poga, Isak Ferriz y Eva Llorach, estrenada el 8 de septiembre de 2023. Inspirada en el conocido crimen de la Guardia Urbana ocurrido el 1 de mayo de 2017, en Barcelona.
En esta serie, se puede ver como Rosa y Albert se han acusado mutuamente del crimen en los dos últimos años. Rosa dice que Albert lo mató porque estaba celoso de Pedro. Albert dice que fue Rosa quien lo mató porque su novio la había agredido y él se limitó a ayudarla a deshacerse del cadáver ejerciendo de “mero comparsa”. La Fiscalía, en cambio, cree que ambos acabaron con la vida de Pedro en un plan conjunto y premeditado y pide 24 años para Albert y 25 años para Rosa por asesinato con alevosía con el agravante de parentesco.Los condenados recurrieron sin éxito tanto en el Tribunal Superior de Justicia de Cataluña como en el Tribunal Supremo la ratificaron.

### REPARTO

#### Principal
- Rosa Peral (interpretada por Úrsula Corberó), una agente de la Guardia Urbana atrapada en un triángulo amoroso entre Pedro Rodríguez y Albert López, su amante. Involucrada en el misterioso asesinato de su pareja.
- Albert López (interpretado por Quim Gutiérrez), un agente de policía de la Guardia Urbana, sospechoso del asesinato de Pedro por tener un romance con Rosa Peral.[10]
- Pedro Rodríguez (interpretado por José Manuel Poga), un agente de policía que aparece calcinado en el interior de un coche en el pantano de Foix (Barcelona).
- Javier Guerrero (interpretado por Isak Ferriz) es el exesposo de Rosa con quien tiene una hija pequeña.
- Ester Verona (interpretada por Eva Llorach) es la inspectora de polícia que lidera la investigación del caso del asesinato de Pedro.

## El crimen de la Guardia Urbana
Es una docuserie de cuatro capítulos estrenada en enero de 2022, emitido por el programa de Carles Porta en TV3 Crims, en el cual se presentan los crímenes que más han impactado a la opinión pública.
En el programa, Porta analiza el desarrollo de los acontecimientos, las pruebas presentadas y los testimonios de las partes involucradas. También se profundiza en el impacto del crimen en las familias, especialmente en las hijas de Rosa Peral, que han quedado marcadas por este trágico suceso.
Los cuatro capítulos son:
1. Els Fets
La tarde del 4 de mayo de 2017, un ciclista encuentra un coche quemado en el arcén de uno de los caminos del Pantano de Foix. Cuando un equipo de los mozos se acerca al lugar, localizan, al maletero del vehículo, los restos del que parece el cadáver de una persona totalmente carbonizado.
Gracias a la matrícula pueden saber que el coche pertenece a Pedro Rodríguez, un agente de la Guardia Urbana de Barcelona. Oficialmente, no consta como desaparecido, pero hace dos días que no ha vuelto a casa suya y desde entonces nadie lo ha visto.
Los mozos reconstruyen sus últimas horas de vida y empiezan a encontrar incongruencias en las declaraciones de las personas más próximas al desaparecido.
2. La versió de la Rosa
La tarde del 4 de mayo de 2017, un ciclista encuentra un coche quemado en el arcén de uno de los caminos del Pantano de Foix. Cuando un equipo de los mozos se acerca al lugar, localizan, al maletero del vehículo, los restos del que parece el cadáver de una persona totalmente carbonizado.
3. La versió de l'Albert
Después de la declaración de la Rosa, Albert no puede creer que su exnovia lo haya traicionado de este modo, culpándolo a él de todo.
Ahora es el turno de Albert que explica que la noche de los hechos la Rosa lo trucó por la noche y le pidió ayuda, que estaba muy nerviosa y casi no se entendía el que decía. Pero que le repetía que por favor fuera a casa suya. A las 3 de la madrugada fue y, según Albert, nada fue como explicó la Rosa a su declaración en sede judicial. Su versión es totalmente diferente.
Es Albert una víctima de la manipulación de la Rosa?
4. La versió del jurat
El caso de la Guardia Urbana llega a juicio con dos versiones completamente contradictorias. Aun así, la fiscalía y la acusación particular están convencidas de que, en realidad, cometieron el crimen entre los dos. Pero tienen pocos elementos para demostrarlo. Y no hay ninguna prueba que pueda asegurar qué fue la hora del crimen, de qué manera lo mataron, quién fue el autor material y, sobre todo, porque lo mataron.
En este capítulo conoceremos la verdad oficial del caso de la Guardia Urbana y el que el jurado consideró que había pasado la noche del 1 de mayo de 2017.

## Lanzamiento
El 11 de agosto de 2023, Netflix sacó un avance de Las cintas de Rosa Peral y anunció que el documental se estrenaría en su plataforma el 8 de septiembre de 2023.